# Helen Bekele Tola
Helen Bekele Tola (* 21. November 1994 in Äthiopien) ist eine äthiopisch-schweizerische Langstreckenläuferin, die seit März 2024 international für die Schweiz startberechtigt ist.

## Werdegang
Helen Bekele Tola wuchs in Itaya etwa 150 Kilometer südöstlich der äthiopischen Hauptstadt Addis Abeba auf. Seit Frühjahr 2015 lebt sie in Genf, ihr Ehemann und Trainer ist der ebenfalls aus Äthiopien stammende ehemalige Langstreckenläufer Tesfaye Eticha. Im Februar 2024 erhielt sie die Schweizer Staatsbürgerschaft und seit dem 12. März 2024 ist sie berechtigt, die Schweiz in internationalen Wettbewerben zu vertreten. Sie startet für den Verein Stade Genève, zusätzlich ist sie auch Mitglied des französischen Clubs Athlé Saint Julien 74 aus der grenznahen Gemeinde Saint-Julien-en-Genevois. Ihr Manager ist der Niederländer Jos Hermens.
Bereits vor ihrer Emigration in die Schweiz belegte Bekele 2014 beim Shenzhen-Marathon mit einer Zeit von 2:46:00 h Rang 10. Im Frühjahr des Folgejahres wurde sie beim Halbmarathon im Rahmen des Paderborner Osterlaufs in persönlicher Jahresbestzeit von 1:11:27 h Vierte und gewann die Halbmarathons in Annecy (1:15:45 h) und ihrer Wahlheimat Genf (1:13:23 h). Die 25 km von Berlin beschloss sie in 1:27:39 h ebenfalls auf dem vierten Platz. Im Herbst waren 1:11:55 h für Rang 8 beim Kopenhagen-Halbmarathon gut, beim Lausanne-Marathon verbesserte sie sich als Siegerin schliesslich auf 2:31:25 h.
Mitte April 2016 gewann Bekele den Annecy-Marathon in 2:29:21 h. Danach kam sie bei den 25 km vom Berlin hinter der Kenianerin Viola Jelagat Kibiwot als Zweite nach 1:28:32 h ins Ziel und gewann den Schweizer Frauenlauf in Bern über 5 km in 16:19 min. In der zweiten Jahreshälfte reichten 1:12:12 h in Kopenhagen diesmal zu Platz 12 und 2:31:27 h beim Frankfurt-Marathon zu Platz 7.
Im März 2017 siegte Bekele beim Barcelona-Marathon mit Streckenrekord von 2:25:04 h, diese mehr als vierminütige persönliche Bestzeit verbesserte sie im September als Vierte beim Berlin-Marathon weiter auf 2:22:51 h. Zu ihren dazwischenliegenden Strassenlaufteilnahmen zählen dritte Plätze im Rahmen des Würzburger Residenzlaufs (10 km, 34:07 min) und des Grand Prix von Bern (10 Meilen, 58:00 min), Platz 2 beim Schweizer Frauenlauf (5 km, 17:06 min) und der Gewinn des Switzerland Marathon light in Sarnen (1:09:48 h).
Beim RAK-Halbmarathon im Februar 2018 steigerte Bekele ihre Halbmarathon-Bestzeit auf 1:07:47 h, beim Sieg der Kenianerin Fancy Chemutai, die den Weltrekord mit 1:04:52 h um eine Sekunde verfehlte, belegte sie Rang 9. Vier Wochen darauf kam sie beim Lissabon-Halbmarathon in 1:11:33 h auf Rang 3. Nachdem sie im April ihr Rennen beim Vienna City Marathon nicht beendet hatte, verbesserte sie im September erneut beim Berlin-Marathon als Sechste in 2:22:48 h ihre Vorjahreszeit um 3 Sekunden. Nach einer weiteren Halbmarathon-Teilnahme Ende Oktober in Valencia (Rang 8, 1:08:39 h), beendete sie das Jahr bei der Corrida de Houilles über 10 km, wo sie nach 31:13 min im Endspurt um den Sieg ihrer Landsfrau Gete Alemayehu unterlag.
Beim Tokio-Marathon 2019 kam Bekele bei regnerischen Bedingungen 21 Sekunden hinter Ruti Aga mit Bestzeit von 2:21:01 h als zweite Frau ins Ziel. Im April verbesserte sie als Drittplatzierte des Halbmarathons in Istanbul ihre Bestzeit auch über diese Distanz auf 1:06:45 h. Im Herbst erreichte sie bei ihrer dritten Teilnahme beim Berlin-Marathon in Folge das Ziel in 2:21:36 h wie bereits 2017 auf Rang 4. Zu Jahresende gewann sie den Silvesterlauf San Silvestre Vallecana in Madrid, auf der nicht bestenlistenfähigen 10-km-Strecke distanzierte sie in 30:50 min Marathonweltmeisterin Ruth Chepngetich um sieben Sekunden.
Beim Nagoya-Marathon am 8. März 2020 belegte Bekele in 2:23:52 h Rang 6. Nachdem danach auf Grund der COVID-19-Pandemie zunächst keine Rennen mehr stattgefunden hatte, erzielte sie Anfang September beim Stundenlauf im Rahmen des Diamond-League-Meetings Memorial Van Damme in Brüssel als Vierte 17974 Meter. Drei Wochen darauf siegte sie beim Berlin 10k Invitational mit einer Verbesserung ihrer 10-km-Bestzeit auf 30:59 min.
Auf Schweizer Ebene nahm Bekele seit 2015 wiederholt bei einigen der gegen Jahresende stattfindenden Topläufen teil. Den Basler Stadtlauf und die Course de l’Escalade in Genf entschied sie in den Jahren 2015 bis 2018 jeweils für sich, bei der Course Titzé de Noël in Sion war sie mit Ausnahme von 2017 in den Jahren 2015 bis 2019 siegreich und die Corrida Bulloise in Bulle gewann sie 2015 sowie 2017. Hinzu kommen zweite Plätze bei der Corrida Bulloise 2016 hinter Fabienne Schlumpf und 2019 hinter Sarah Chelangat sowie ebenfalls Platz 2 bei der Course de l’Escalade 2019 hinter Norah Jeruto.
2024 trat Tola für die Schweiz beim Olympischen Marathon von Paris an. Dort erreichte sie nach 2:29:43 h auf Platz 22 das Ziel. 
Im Oktober 2024 siegte sie in 2:26:08 h beim Marathon der 3 Länder am Bodensee und stellte hier bei den Frauen einen neuen Streckenrekord ein.

## Persönliche Bestzeiten
- 10-km-Strassenlauf: 30:59 min, 26. September 2020 in Berlin
- Halbmarathon: 1:06:45 h, 7. April 2019 in Istanbul
- Marathon: 2:21:01 h, 3. März 2019 in Tokio